# VA-111 Škval
VA-111 Škval (rusko Шквал) je superkavitacijski torpedo, ki ga je razvila Sovjetska vojna mornarica. Torpedo lahko doseže hitrosti čez 200 vozlov (370 km/h).
Razvoj se je začel v 1960, ko je raziskovalni inštitut NII-24 dobil ukaz za razvoj novega torpeda za jedrske podmornice. Leta 1969 se je GSKB-47 združil z NII-24 v nov hidrodinamični inštitut v Kiev-u, Ukrajina. Škval je plod tega sodelovanja.
Oznanili so ga v 1990ih, čeprav je bil v uporabi že od 1977. Škval naj bi se lahko uporabljal kot protiorožje za sovražnikove torpede, presekal naj bi jim krmilno žico.
Hitrost VA-111 je precej večja kot trenutno operativni torpedi organizacije NATO. Veliko hitrost se doseže z uporabo raketnega motorja in superkavitacije. Torpedo pluje v mehurčku, ki ga ustvari posebno oblikovan nos – s tem se zelo zmanjša upor in torpedo lahko doseže velike hitrost.
Izstreljuje se ga iz 533 mm torpednih cevi, ob izhodu iz cevi ima hitrost 93 km/h. Kmalu zatem se vključi raketni motor na tekoče gorivo in ga pospeši do hitrosti okrog 370 km/h (200 vozlov). Nekateri viri omenjajo hitrosti do 250+ vozlov, razvijali naj bi tudi verzijo z 300 vozli. Raketni motor uporablja HTP (high test peroxide) in kerozin. HTP je zmes vodikovega peroksida (85 do 98 %) in ostali del iz vode. Rezervoarji imajo okrog 1500 kg vodikovega peroksida in 500 kg kerozina.
Prve verzije naj bi uporabljali samo inercialno navigacijo Poznejše verzije naj bi imele tudi druge načine vodenja. Oborožen je lahko tudi z jedrsko konico ali pa 210 kg konvencionalno bombo.
Torpedo proizvajajo v Kirgizistanu. Leta 2012 je Ruska vlada dobila 75 % delež v tovarni v zameno za odpis dolgov Kirgizistana Rusiji.

## Tehnične specifikacije
Obstajajo vsaj tri verzije:
- VA-111 Škval - originalna različica; GOLIS inercialna navigacija
- "Škval 2" - trenutna različica z večjim dosegom, možna uporaba usmeranja potiska
- "Škval-E" manj zmogljiva različica za izvoz
- Iran naj bi razvil različico Hoot.

- Dolžina: 8,2 m (26 ft 11 in)
- Premer: 533 mm (21 in)
- Teža: 2.700 kg (6.000 lb)
- Teža bojne glave: 210 kg (460 lb)
- Hitrost
  - Izstrelitvena hitrost: 50 kn (93 km/h; 58 mph)
  - Maks. hitrost: 200 kn (370 km/h; 230 mph) ali več
- Doseg: Okrog 11–15 km (6,8–9,3 mi) (nova različica). Stare različice samo7 km (4,3 mi)[5]

### Navedki
1. ↑  »VA-111 Shkval Torpedo«. www.militaryperiscope.com. Arhivirano iz prvotnega spletišča dne 14. julija 2011. Pridobljeno 1. decembra 2010.
2. ↑  »Solution to the Kursk Mystery Will Be Left on the Seabed«. Vremya MN. 4. julij 2002.
3. ↑  »КТРВ на МАКСе-2009 представит новую продукцию«. www.aviaport.ru.
4. ↑  »Подводные ракеты«. www.flot.com.
5. ↑  Russia / USSR Post-World War II Torpedoes